# Teobaldo di Provins
Teobaldo di Provins (Provins, 1033 – Sossano, 30 giugno 1066) è stato un religioso francese, venerato come santo dalla Chiesa cattolica.

## Biografia
Teobaldo (in francese Thibaut de Provins) era figlio di Gisella e del conte dello Champagne Arnolfo e nipote del vescovo San Teobaldo di Vienne. Dopo aver letto in giovane età le biografie dei padri del deserto, rimase affascinato da alcuni aspetti della loro vita, tra cui la rinuncia a se stessi, lo spirito ascetico e la purezza di vita. Di fronte alla proposta paterna di affidargli il comando delle truppe che intendeva inviare a Eudes II di Champagne per aiutarlo nella lotta contro l'imperatore Corrado II il Salico, egli rifiutò preferendo abbandonare la vita mondana, gli agi e le ricchezze per seguire la vita contemplativa.
Insieme all'amico scudiero Gualtiero (Gautier) entrò nell'abbazia di Saint-Remi a Reims, e successivamente, vestiti da mendicanti, i due vagarono nel nord della Francia per stabilirsi in un luogo solitario nella foresta di Pettingen, nella diocesi di Treviri, oggi in Lussemburgo, dove costruirono due piccole celle ed iniziarono a camminare scalzi, patendo il freddo, il caldo, la fame e la fatica. Si guadagnavano da vivere lavorando nei villaggi insieme ai contadini, ai muratori, ai carbonai, pregando incessantemente giorno e notte.
La fama della loro santità portò molti pellegrini e penitenti a chiedere loro consigli e preghiere. Si recarono in pellegrinaggio a Santiago di Compostela, a Roma e in varie località. Nel 1057, sulla strada per Venezia, procedendo nel pellegrinaggio verso Gerusalemme, si ammalò e si dovette fermare nella località detta "Sallaninga", l'attuale Sajanega nei pressi di Sossano, presso il rudere di una cappella nel bosco dedicata ai Santi Ermagora, vescovo di Aquileia, e al diacono Fortunato, compagni di martirio. Dopo la morte di Gualtiero, Teobaldo accettò la compagnia di un gruppo di discepoli. Fu ordinato presbitero dal vescovo di Vicenza Sindecherio. La fama  della sua santità giunse fino alla terra natale e favorì la conversione dei suoi genitori, che andarono in pellegrinaggio da lui, e sua madre Gisella finì i suoi giorni come eremita.
Teobaldo fu colpito da una grave malattia, forse lebbra, che sopportò con eroica pazienza. Prima di morire vestì l'abito camaldolese della Vangadizza e ricevette l'eucaristia, morendo il 30 giugno 1066. Venne tumulato nel Duomo di Vicenza e qualche tempo dopo il suo corpo venne trafugato e portato come reliquia nell'abbazia di Santa Maria della Vangadizza vicino Badia Polesine all'ombra del potente marchese Alberto d'Azzo d'Este. Nel 1075 alcune reliquie furono portate in Francia. In quell’occasione vennero fatte molte tappe e la conseguenza è che oggi in oltre cento luoghi di Francia si ricorda il passaggio del Santo. La località dove visse da eremita è Sossano, dove sono ancora visitabili i due romitori.

## Culto

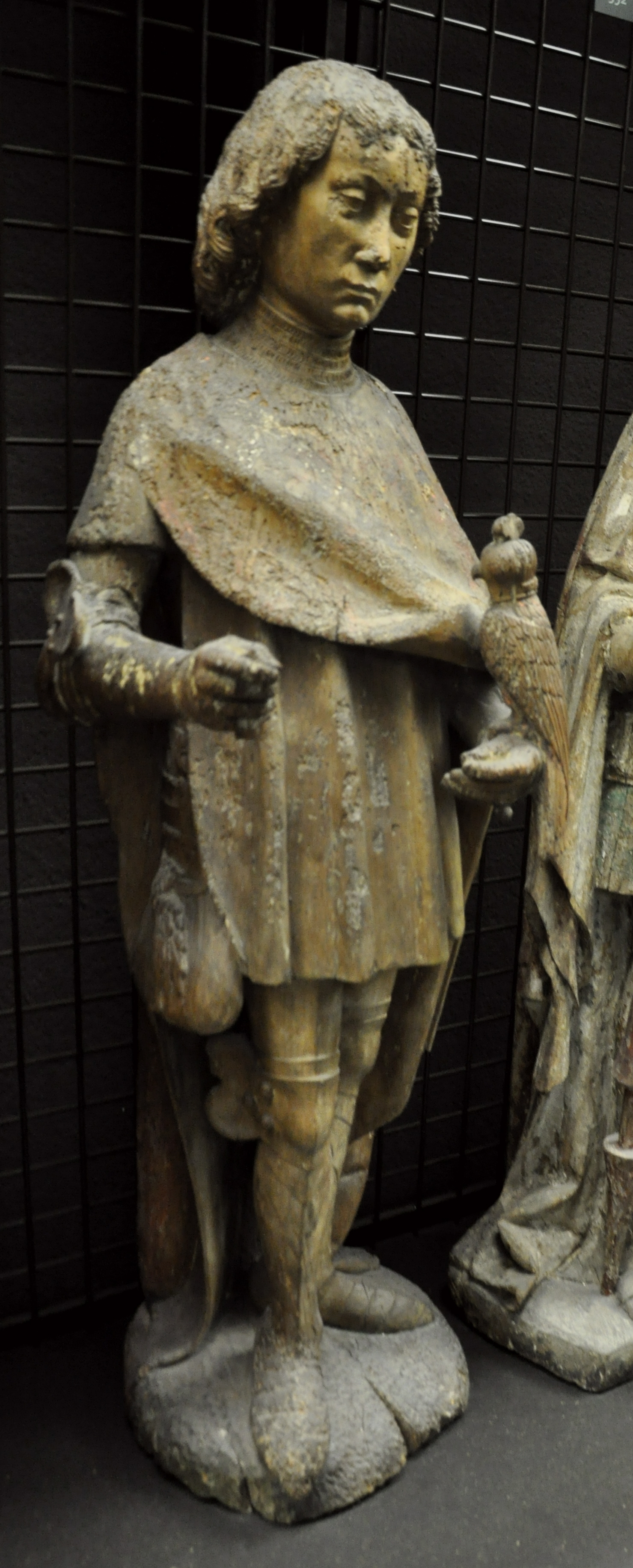
Statua di San Teobaldo nella Liebighaus, a Francoforte sul Meno.

Fu canonizzato da papa Alessandro II nel 1073, dopo soli sette anni dalla morte ed è venerato come patrono dei conciatori e dei carbonai, per il lavoro che faceva nei villaggi nei pressi delle foreste.
Per quest'ultima caratteristica, durante il Risorgimento italiano, era considerato dai membri della Carboneria protettore della società segreta.
Le spoglie sono conservate nella Chiesa Arcipretale di San Giovanni Battista a Badia Polesine; nell'ultimo altare di destra vi è l'urna contenente il corpo di San Teobaldo, trasferito dall'Abbazia della Vangadizza all'Arcipretale nel 1810, anno della soppressione del monastero camaldolese.
Sempre a Badia Polesine, il 1º luglio in occasione della Festa di San Teobaldo, patrono del paese, si compie una processione fino agli argini dell'Adige dove il Vescovo benedice il fiume e il "pane di San Teobaldo", dolce dal caratteristico colore marrone, farcito di uvette e noci e realizzato con una varietà di farine integrali.